# Biblioteca parlamentaria nacional de Georgia
La Biblioteca parlamentaria nacional de Georgia (en georgiano: სსიპ ილია ჭავჭავაძის სახელობის საქართველოს ეროვნული ბიბლიოთეკა) es una organización gubernamental del Parlamento de Georgia. Es el principal depósito de libros de Georgia, así como el más importante centro cultural, educativo, científico, informativo y metodológico del país.

## Historia
La historia de la Biblioteca Nacional del Parlamento de Georgia comienza a partir de 1846 cuando "Biblioteca Pública de Tiflis" fue fundada sobre la base de la Oficina del Gobernador General de Tbilisi. Con ello, el deseo de la sociedad de Georgia de tener una biblioteca para todos los niveles de la sociedad era cumplido. en 1848 la Biblioteca Pública recibió los fondos privados como iniciativa de la prominente figura pública Dimitri Kipiani.
Desde 1955 hasta 1990, la biblioteca estuvo funcionando bajo el nombre de "Biblioteca republicana del Estado", solo en 1990 se le otorgó el nombre de "Biblioteca Nacional de Georgia".